# كنار عبدي (حومة بوشهر)
کنار عبدي (بالفارسية: کنارآبادی) هي قرية تقع في إيران في منطقة مركزية ريفية.